# Peter Longe
Peter Longe, död 20 februari 1728, var en svensk borgmästare och riksdagsman.

## Biografi
Peter Longe arbetade som borgmästare i Nådendal och var riksdagsledamot för borgarståndet i Nådendal vid riksdagen 1719. Han avled 1728.